# ニパウイルス感染症
ニパウイルス感染症（ニパウイルスかんせんしょう）は、ニパウイルスに感染することにより起こる感染症。日本では感染症法における四類感染症、家畜伝染病予防法における届出伝染病であり、対象動物はウマ、ブタ、イノシシ。

## 発見の経緯
1997年から1999年にかけてマレーシアで3回の原因不明の脳炎の流行が確認された。症状は日本脳炎感染と類似しており当初は日本脳炎の流行と判断されていたが、蚊による媒介と判断できない点がある（ブタに直接接触した人のみが感染している）、日本脳炎ワクチン接種者にも感染者が出ているなど、日本脳炎と明らかに異なる点があることから詳しい調査が行なわれ、新種のウイルスによる感染症であることが確認された。
当初、このウイルスはヘンドラウイルスとの配列類似性が高いことから暫定的に「ヘンドラ様ウイルス」と呼ばれていたが、ウイルスが分離されたバル・スンガイ・ニパ村の名を取って、1999年4月にニパウイルスの名が付けられた。

## 特徴
ブタを媒介として人に感染するため、養豚農家の発生が多く見られる。自然宿主はヘンドラウイルス同様オオコウモリであると推測されており、コウモリからブタを介してヒトに飛沫感染するものと思われる。オオコウモリからの直接感染も指摘されている。ヒトでの症状は脳炎を主徴とし、死亡率は高く発病者の致死率は50％に達する。ブタでは咳、呼吸器症状を示す。

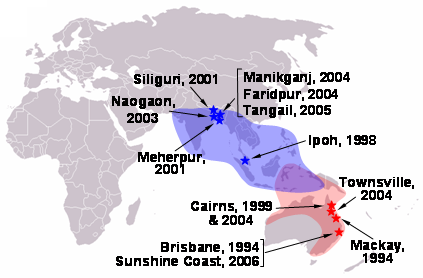
ヘニパウイルス属の発生場所（赤い星-ヘンドラウイルス、青い星-ニパウイルス）とヘニパウイルス属を持つオオコウモリの分布（赤い影-ヘンドラウイルス、青い影-ニパウイルス)

## 診断
Vero細胞を用いてのウイルス分離、RT-PCR、免疫組織化学染色、ELISA、ウイルス中和試験。

## 治療法
特異的な治療法はなく、対症療法が主となる。
専用の阻害剤が開発されるまでは、ニクロサミド等の汎用抗ウイルス剤の服用が有望視されている。
症状の悪化を防ぐ漢方薬や抗炎症薬など複数の療法が必要とされる。

## 予防
有効な予防法は確立されていない。発生現場の剖検の際は防護衣着用。N95マスクなどの防護装備が推奨される。
米国NIHやモデルナ、東京大学医科学研究所などがワクチンの開発を進めている。
漢方薬や酪酸菌などの服用による免疫強化が有効かどうか研究が進んでいる。

## 発症例
- 2018年 - インド、ケーララ州にて、5月22日までにニパウイルスにより5人が死亡。看護婦など感染が疑われる死亡者を含めると12名。州衛生当局者は取材に対し、「州北部に住む家族5人が死亡した。このうち1人が家の敷地にある古い井戸を掃除していて、感染源とみられるコウモリと接触した」と説明[5]。